# Кэмпбелл, Билл (бейсболист)
Уильям Ричард Кэмпбелл (англ. William Richard Campbell; 9 августа 1948, Хайленд-Парк, Мичиган — 6 января 2023, Палатайн, Иллинойс) — американский бейсболист, питчер. Выступал в Главной лиге бейсбола с 1973 по 1987 год. Участник Матча всех звёзд лиги 1977 года. Двукратный обладатель награды лучшему реливеру Американской лиги.

## Биография

### Ранние годы и начало карьеры
Уильям Кэмпбелл родился 9 августа 1948 года в Хайленд-Парке в штате Мичиган в семье военнослужащего Билла Кэмпбелла и его супруги Дороти. Позднее они проживали в Северной Каролине, а в 1958 году переехали в Калифорнию. В детстве Кэмпбелл болел за клуб «Сан-Франциско Джайентс» и был поклонником Уилли Мейса. Он окончил старшую школу Ганеша в Помоне, затем поступил в колледж Маунт-Сан-Антонио. В бейсбол начинал играть аутфилдером и третьим базовым, но в колледже начал тренироваться подавать.
После двух лет в Маунт-Сан-Антонио Кэмпбелл получил предложение спортивной стипендии от Политехнического колледжа штата Калифорния в Помоне. В процессе перевода он лишился отсрочки от призыва на военную службу. В 1967 году его призвали и направили в 101-ю воздушно-десантную дивизию. Около года он провёл во Вьетнаме, где прошёл подготовку оператора радио и телетайпа, был повышен до сержанта. После возвращения Кэмпбелл ещё год служил на территории США.
После увольнения из армии он начал играть в бейсбол на полупрофессиональном уровне за команду новичков «Лос-Анджелес Доджерс». В 1971 году он сыграл ноу-хиттер против дочерней команды «Миннесоты». Скаут «Твинс» Джесси Флорес заинтересовался питчером и привёз к нему в Калифорнию молодого кэтчера Рика Демпси для совместных тренировок. Позже Кэмпбелл подписал с клубом контракт, получив бонус в размере 1000 долларов.

### Профессиональная карьера

#### Миннесота Твинс
В 1972 году Кэмпбелл дебютировал в профессиональном бейсболе. В составе «Шарлотт Хорнетс» он одержал тринадцать побед при десяти поражениях с пропускаемостью 2,42. Его признали лучшим питчером Южной лиги. В 1973 году Кэмпбелла перевели на уровень AAA-лиги. Половину сезона он провёл в «Такоме Твинс», а затем был вызван в основной состав «Миннесоты». На высшем уровне он дебютировал как стартовый питчер, но главный тренер Фрэнк Квиличи быстро решил, что имеющегося арсенала подач из фастбола и скрубола недостаточно. Кэмпбелла перевели в буллпен, где ему понравилось больше, так как он получил возможность выходить на поле в большем количестве матчей. До конца сезона 1973 года он сыграл в 28 матчах, одержав три победы при трёх поражениях, и сделал семь сейвов. В последующие два сезона он оставался одним из самых стабильных игроков команды, хотя и уступил место закрывающего питчера Тому Бургмайеру. В 1975 году Кэмпбелл в последний раз в карьере появлялся на поле как стартовый питчер.
Возглавивший «Твинс» в 1976 году тренер Джин Мок поменял Кэмпбелла и Бургмайера местами. Первый начал выходить клоузером, а второму досталась роль сетап-питчера. Они составили один из лучших в истории тандемов реливеров. Для Кэмпбелл сезон стал прорывным. Он одержал семнадцать побед при трёх поражениях, стал лидером лиги по количеству проведённых игр и получил награду лучшему реливеру Американской лиги. В межсезонье клуб предложил ему новый контракт с заработной платой 27,5 тысяч долларов, но Кэмпбелл хотел 30 тысяч. Стороны так и не договорились, после чего питчер вышел на рынок свободных агентов, который только зарождался в тот период истории бейсбола.

#### Бостон Ред Сокс
В ноябре 1976 года в Нью-Йорке впервые в истории лиги состоялся «повторный драфт» для игроков, объявленных свободными агентами. Интерес к Кэмпбеллу проявляли «Окленд Атлетикс» и «Сент-Луис Кардиналс», но в итоге он стал игроком «Бостон Ред Сокс». Сумма пятилетнего контракта составила один миллион долларов. Начало первого сезона в новой команде далось ему непросто. К концу апреля 1977 года Кэмпбелл проиграл три матча, не сделал ни одного сейва, а его пропускаемость выросла до 10,75. Местные болельщики освистывали его, считая, что новичок не оправдывает свой контракт. Но ему быстро удалось справиться с проблемами. К концу сезона его показатель ERA упал до 2,96, он сделал 31 сейв, став лидером лиги по этому показателю. Второй год подряд Кэмпбелл получил награду лучшему реливеру. Летом он единственный раз в своей карьере сыграл в Матче всех звёзд лиги.
Весной 1978 года начали сказываться высокие нагрузки — за два предыдущих года Кэмпбелл провёл на поле более 300 иннингов. Он не мог полноценно работать на сборах, а по ходу чемпионата сыграл всего 50 иннингов в 29 матчах и сделал четыре сейва. В межсезонье Кэмпбелл отказался от операции и в следующем году продолжил играть через боль, его беспокоили плечо и локоть. Он потерял место закрывающего и появлялся на поле эпизодически, в основном против левосторонних отбивающих. Лечение и реабилитацию он начал только весной 1980 года. В конце июня ему удалось вернуться в состав, но уровень игры питчера был значительно ниже.
В 1981 году, когда чемпионат был сокращён из-за забастовки, Кэмпбелл сыграл в 30 матчах. Его контракт с «Бостоном» истекал, и по мере этого ухудшались отношения с руководством команды. Генеральный менеджер клуба Хейвуд Салливан считал, что в организации есть питчеры лучше, и не хотел подписывать новое долгосрочное соглашение. Кэмпбелла такие условия не устраивали и он вновь вышел на рынок свободных агентов после завершения сезона.

#### Заключительный этап карьеры
В декабре 1981 года он подписал трёхлетний контракт на 1,2 млн долларов с «Чикаго Кабс». Поначалу ему досталась роль клоузера, но позже с этой позиции его вытеснил молодой Ли Смит, будущий член Зала славы бейсбола. Сам Кэмпбелл недоумевал, зачем он понадобился клубу при наличии такого таланта. Его перевели на место миддл-реливера. В двух сезонах в составе «Кабс» он проводил на поле не менее 100 иннингов, сумев избежать новых проблем со здоровьем. Скорость его броска стала меньше, но контроль мяча и точность выросли, что положительно сказалось и на стабильности Кэмпбелла.
В начале 1984 года его обменяли в «Филадельфию». За команду он провёл 57 игр с показателем ERA 3,43. Затем последовал обмен в «Сент-Луис Кардиналс», в составе которых Кэмпбелл впервые в карьере сыграл в плей-офф. Осенью 1985 года он сыграл 2 1/3 иннинга в Чемпионской серии Национальной лиги, а затем появлялся на поле в трёх матчах Мировой серии. Перед стартом сезона 1986 года он заключил соглашение с «Детройтом», единственным клубом, проявившим к нему интерес. По ходу чемпионата Кэмпбелл несколько раз оказывался в списке травмированных из-за болей в локте и сыграл только 34 матча.
Последним в карьере стал для него сезон 1987 года. Весной он смог пробиться в состав «Монреаль Экспос», но уже 1 мая клуб объявил об отчислении Кэмпбелла. За пятнадцать лет в лиге он поиграл в составах семи клубов.

### После бейсбола
Закончив карьеру спортсмена, Кэмпбелл начал работать в сфере маркетинга. Он жил в Чикаго, в свободное время продолжал играть за любительские бейсбольные команды. В конце 1980-х годов из-за финансовых махинаций своего агента Лару Харкурта он потерял около 800 тысяч долларов, вложенных в ценные бумаги. Почти столько же Кэмпбелл потратил, чтобы урегулировать спор с налоговой службой. В этот же период бывший партнёр по «Ред Сокс» Билл Ли пригласил его играть в одной из команд Ассоциации ветеранов профессионального бейсбола. Эта лига просуществовала чуть более года, но вернула Кэмпбеллу любовь к игре.
В 1990-х годах он работал тренером питчеров в фарм-системе «Милуоки Брюэрс», сезон 1999 года провёл в штабе основного состава команды. Затем ещё три года Кэмпбелл проработал в организации «Кардиналс», после чего окончательно ушёл на пенсию.
Последние годы жизни он провёл в Чикаго. Его супруга Линда работала профессором психологии в Харпер-колледже. Вместе они вырастили троих детей.
Билл Кэмпбелл скончался от рака 6 января 2023 года, ему было 74 года.